# Sinnan Ike
Sinnan Ike är en sjö i Antarktis. Den ligger i Östantarktis. Norge gör anspråk på området. Sinnan Ike ligger 73 meter över havet.